# アフィヨンカラヒサール
アフィヨンカラヒサール（トルコ語:Afyonkarahisar）は、トルコ共和国の西部、エーゲ海地方のアフィヨンカラヒサール県にある都市で、同県の県都。首都アンカラの南西250kmの内陸部に位置している。冬季は冷え込み、路面も凍結する。かつては、カラヒサール・サーヒブと呼ばれ、今日、アフィヨンとも呼ばれる。

## 歴史
ヒッタイトの時代に、街はHapanuwaの名前で知られていた。フリギア人、リディア人、ペルシア人による支配を受けた後、アレクサンドロス3世（大王）に征服された。大王の死後は、順番にセレウコス朝、ペルガモン王国、ローマ帝国、ビザンチン帝国の支配を受けた。ビザンチン皇帝レオーン3世は、740年にアラブ人を包囲して勝利を治め（アクロイノンの戦い）、街の名前をギリシア語で「勝利の街」を意味するニコポリスに改名した。1071年にはセルジューク朝が支配し、街の名前を「黒い城」を意味するカラ・ヒサル (Kara Hissar) に改名した。その後、セルジューク朝が去り、街はSahipoğullarıとGermiyanに支配された。
十字軍の時代、街の城は戦場となり、最終的に1392年にオスマン帝国のスルタンバヤズィト1世によって征服された。しかし1402年、ティムールの侵略によって敗れた。1428年か29年に、オスマン帝国が街を奪還した。オスマン帝国統治下で、街はアヘン生産の中心地として栄えた。街にはトルコ人の他、ユダヤ人、アルメニア人、ギリシア人など他民族が同居する典型的なオスマン朝の都市であった。第一次世界大戦中、ゲリボル半島で捕虜となったイギリス軍兵士が、市内の岩の麓にあるアメリカ教会に収容された。希土戦争では、街と周辺地域はフランス軍とイタリア軍、その少し後になってギリシア軍によって占領された。しかし1922年8月27日にトルコ軍がエーゲ海地方で反撃し、付近を奪還した。1923年より、トルコ共和国の街となった。

## 姉妹都市
- ハム, ドイツ